# 圣雷米苏布鲁瓦
圣雷米苏布鲁瓦（法語：Saint-Remy-sous-Broyes，法語發音：[sɛ̃ ʁemi su bʁwa]，意为“布鲁瓦下方的圣雷米”）是法国马恩省的一个市镇，属于埃佩尔奈区。

## 地理
圣雷米苏布鲁瓦（48°42'6"N, 3°46'27"E）面积7.75 平方千米，位于法国大東部大區马恩省，该省份为法国东北部内陆省份，北起阿登省，西北接埃纳省，西南接塞纳-马恩省，南至奥布省，东南接上马恩省，东临默兹省。
与圣雷米苏布鲁瓦接壤的市镇（或旧市镇、城区）包括：佩阿、希谢、盖村、兰泰勒、塞扎讷。

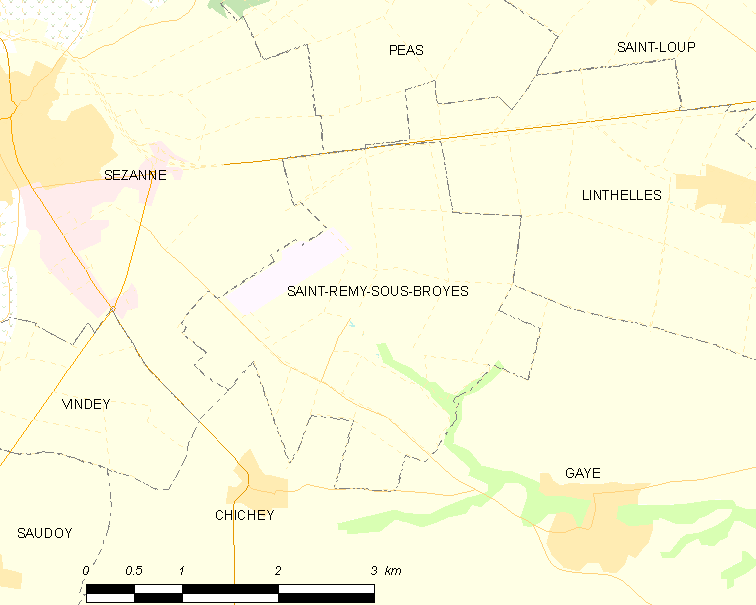
圣雷米苏布鲁瓦的OSM定位图

圣雷米苏布鲁瓦的时区为UTC+01:00、UTC+02:00（夏令时）。

## 行政
圣雷米苏布鲁瓦的邮政编码为51120，INSEE市镇编码为51514。

## 政治
圣雷米苏布鲁瓦所属的省级选区为塞扎讷-布里-香槟县。

## 人口

1962-2008年间圣雷米苏布鲁瓦人口变化图示

圣雷米苏布鲁瓦于2022年1月1日时的人口数量为111人。